# Vladimir Voskoboinikov
Vladimir Voskoboinikov est un footballeur de nationalité estonienne, issu de la minorité russe, né le 2 février 1983 à Tallinn en RSS d'Estonie. Il joue au poste de milieu offensif ou d'attaquant.

## Carrière

### Internationale
Il connaît sa première sélection le 2 juin 2007 lors d'un match face à la Croatie comptant pour les éliminatoires de l'Euro 2008.

## Palmarès
- FC Levadia Tallinn
  - Championnat d'Estonie (3) : 2004, 2006, 2016
  - Coupe d'Estonie (2) : 2004, 2017
  - Supercoupe d'Estonie (1) : 2001

- FC Dinamo Tbilissi
  - Championnat de Géorgie (1) : 2013